# Siatkówka na Letnich Igrzyskach Olimpijskich Młodzieży 2010
Siatkówka na Letnich Igrzyskach Olimpijskich Młodzieży 2010 odbyła się w dniach 21-26 sierpnia w Toa Payoh Sports Hall w Singapurze. Został rozegrany turniej mężczyzn i kobiet, w którym wystąpiło po 6 zespołów.

## Turniej chłopców

### Kwalifikacje
| Turniej                                 | Data                          | Lokalizacja     | Miejsca | Zespoły                       |
| --------------------------------------- | ----------------------------- | --------------- | ------- | ----------------------------- |
| Mistrzostwa świata kadetów              | 28 sierpnia - 6 września 2009 | Jesolo          | 1       | Serbia                        |
| Mistrzostwa Ameryki Południowej kadetów | 2009                          | Poços de Caldas | 1       | Argentyna                     |
| Mistrzostwa Europy kadetów              | 4-9 kwietnia 2009             | Rotterdam       | 1       | Rosja                         |
| Azjatycki turniej kwalifikacyjny        | 13-21 maja 2010               | Teheran         | 1       | Iran                          |
| Mistrzostwa Ameryki Północnej kadetów   | 4-12 kwietnia 2010            | Guadalajara     | 1       | Kuba                          |
| Afrykański turniej kwalifikacyjny       | 5-7 marca 2010                | Durban          | 1       | Demokratyczna Republika Konga |

## Turniej dziewcząt

### Kwalifikacje
| Turniej                                 | Data              | Lokalizacja  | Miejsca   | Zespoły           |
| --------------------------------------- | ----------------- | ------------ | --------- | ----------------- |
| Gospodarz                               | Gospodarz         | Gospodarz    | Gospodarz | Singapur          |
| Mistrzostwa Europy kadetek              | 4-9 kwietnia 2009 | Rotterdam    | 1         | Belgia            |
| Mistrzostwa Ameryki Północnej kadetek   | 2010              |              | 1         | Stany Zjednoczone |
| Mistrzostwa Ameryki Południowej kadetek | 2009              |              | 1         | Peru              |
| Mistrzostwa Azji kadetek                | 4-9 kwietnia 2009 | Kuala Lumpur | 1         | Japonia           |
| Mistrzostwa Afryki kadetek              | 2010              |              | 1         | Egipt             |

## Medale
| Konkurencja                 | Złoto  | Srebro            | Brąz  |
| Turniej chłopców szczegóły  | Kuba   | Argentyna         | Rosja |
| Turniej dziewcząt szczegóły | Belgia | Stany Zjednoczone | Peru  |